# Подільське культурно-просвітницьке товариство імені Ференца Ліста
Подільське культурно-просвітницьке товариство ім. Ференца Ліста (ПКПТ ім. Ференца Ліста) — організація, створена 2009 року у м. Хмельницькому (Україна).

## Історія виникнення товариства
Ініціатором створення ПКПТ імені Ференца Ліста стала Євгенія Богдан-Бєлова, музикознавець, піаністка, член Національної спілки журналістів України, Національної спілки краєзнавців України, літературної спілки «Поділля», старший редактор обласної Державної телерадіокомпанії «Поділля-Центр», постійна ведуча телепрограми «Палітра мистецтв».
Співзасновники Товариства: Микола Бухта — директор Хмельницької ДМШ № 1 та Сергій Кучерук — директор  Старокостянтинівського професійного ліцею, член Асоціації соціологів України, голова постійної депутатської комісії з питань освіти, культури, медицини та соціального захисту Старокостянтинівської районної ради.
У формуванні концепції діяльності Подільського культурно-просвітницького товариства ім. Ф. Ліста та у вирішенні організаційних питань з перших кроків його створення активну участь взяли:
- Н. П. Варавкіна-Тарасова[3] – здобувач кафедри інтерпретології та аналізу музики Харківського Національного університету мистецтв ім. І. П. Котляревського, голова Хмельницької обласної організації Першого Українського Бахівського товариства, викладач-методист відділу «Теорія музики» Хмельницького музичного училища ім. В. Заремби;
- Н. С. Ілініцька – кандидат педагогічних наук, професор, завідувач комісією фортепіанних дисциплін кафедри теорії та методики мистецтв Хмельницької гуманітарно-педагогічної академії, відмінник освіти України;
- М. А. Печенюк[4] – кандидат педагогічних наук, професор, заступник декана з наукової роботи педагогічного факультету Кам'янець-Подільського Національного Університету ім. І. Огієнка;
- Є. В. Семенюк – завідувач відділу національного відродження, програм для дітей  та молоді Хмельницької облдержтелерадіокомпанії «Поділля-Центр», заслужений журналіст України, удостоєний нагороди «Золота медаль журналістики», лауреат премії «За подвижництво у державотворенні України»;
- І. О. Стрельникова – директор Хмельницького музичного училища ім. В. Заремби, відмінник освіти України;
- В. А. Разумова – викладач-методист, завідувач цикловою комісією фортепіанного відділу Хмельницького музичного училища ім. В. Заремби, відмінник освіти України, лауреат обласної премії ім. Т. Г. Шевченка;
- Т. В. Бондаренко – директор Хмельницької дитячої школи мистецтв;
- А. Є. Махмутова – методист художньо-естетичних дисциплін Хмельницького обласного інституту післядипломної освіти;
- З. Ф. Гадзира – начальник відділу культури і туризму Хмельницької райдержадміністрації;
- Т. В. Бєлова-Вайс – член літературної спілки «Поділля», поетеса, ведуча концертів Товариства;
- Л. В. Петренко – старший викладач фортепіанного відділу Хмельницького музичного училища ім. В. Заремби;
- М. Корчак – заступник голови Правління Хмельницької Регіональної Спілки Угорців ім. св. Іштвана;
- Ф. К. Міцінський – голова Хмельницької обласної організації Спілки поляків в Україні;
- О. Лойко – піаніст, лауреат Всеукраїнського конкурсу ім. Г. Нейгауза, дипломант Міжнародного конкурсу ім. Ф. Шопена.

## Хроніка дворічної діяльності
2009
22 жовтня 2009 року, в день народження Ф. Ліста, до Хмельницького обласного управління юстиції було подано заяву щодо легалізації діяльності ПКПТ ім. Ф.Ліста, 10 листопада 2009 було одержано офіційне повідомлення  про його реєстрацію. Згідно зі Статутом товариства ПКПТ імені Ференца Ліста, метою його створення стало здійснення прагнення шляхом поглибленого вивчення краще усвідомити сутність титанічної мистецької і громадської праці, а також характер непересічної особистості  Ф. Ліста — музиканта зі всесвітнім ім'ям, Людини Майбутнього, великого трудівника, мислителя і гуманіста, чия творча доля в особливий спосіб пов'язана з Україною, і, зокрема, з Поділлям; з чиїх творчих здобутків, як з глибокої джерельної криниці, черпав і черпає кожний, хто свідомо професійно працює на ниві вітчизняної культури, незалежно від того, у якій країні він живе. Дослідження музичної Лістіани  дозволить відкрити нові важливі сторінки у вітчизняному музикознавстві, музичній педагогіці та практиці музичного виконавства.
Очевидною у сьогоденні стала потреба широкої розробки різних аспектів тем: «Ліст і Україна», «Ліст і Поділля», а також здійснення особистих відвідин місць перебування Ф. Ліста в Україні. Зокрема, на Поділлі — це селище міського типу Чорний Острів, що біля м. Хмельницького; м. Кам'янець-Подільський та село Воронівці, що біля м. Хмільник  на Вінниччині(колишнє Воронінце, головне село маєтку і Кароліни Сайн-Вітгенштейн-Івановської).
11 грудня 2009 року у великій концертній залі Хмельницької обласної філармонії відбулася презентація ПКПТ імені Ференца Ліста. Ця зустріч об'єднала музикантів-професіоналів, представників творчих спілок, громадських організацій та адміністративного персоналу обласного, міського і районного рівнів Хмельниччини. Змістом програми були:
- повідомлення про утворення ПКПТ  імені Ференца Ліста;
- концерт творів Ф. Ліста, учасниками якого стали викладачі та студенти  Хмельницького музичного училища ім. В. Заремби, зокрема, класів фортепіано В. А Разумової, Е. К. Левіатової, Ж. П. Волкової, М. В. Колосовської, хор училища під управлінням  Н. С. Бородавко, солістки обласної філармонії Ф. Чергіндзія та О. Леонова;
- виступ музикознавця і піаністки Л. Вольської(м. Київ), дослідниці теми «Ліст і Україна». Вона вперше презентувала у м. Хмельницькому Фортепіанну сюїту Ф.Ліста «Колосся Воронінце», написану у 1847 році у дарунок десятирічній княжні Марії — дочці Кароліни Сайн-Вітгенштейн-Івановської.

25 грудня 2009 року, другого дня Різдва Христового за католицьким календарем, група митців м. Хмельницького здійснила поїздку до смт. Чорний Острів. У Чорноострівській дитячій музичній школі  була проведена творча зустріч, де вперше йшлося про можливість встановлення пам'ятного знаку про перебування Ф. Ліста у Чорному Острові та присвоєння Чорноострівській ДМШ статусу імені Ф.Ліста. У концерті прозвучала Угорська рапсодія № 11 Ф. Ліста у виконанні Л.Петренко  та поезії у виконанні Т. Бєлової-Вайс та Н. Полянської. Молоді митці Хмельницької спілки майстрів народного та сучасного мистецтва вручили господарям приміщення гіпсовий бюст Ф. Ліста та графічний портрет композитора, як символи запрошення до спільної праці над великою темою, важливою для духовного та інтелектуального розвитку громади.
2010
5 лютого 2010 року з ініціативи ПКПТ імені Ференца Ліста у залі Хмельницької обласної
філармонії відбувся концерт із започаткованого Товариством циклу «Музикознавчі вечори у
Хмельницькому». Лауреат міжнародних конкурсів, піаністка Маріанна Гумецька (Львів — Оттава)
блискуче виконала програму з творів сучасників Ф.Ліста — Ф.Шопена, П.Чайковського. Кульмінацією
програми стали «Симфонічні єтюди» Р.Шумана з музикознавчими коментарями.
7 лютого 2010 року в актовій залі Хмельницької гуманітарно-педагогічної академії дослідниця
теми «Ліст і Україна» Л.Вольська прочитала двогодинну лекцію з музичними ілюстраціями для
студентства та інтелігенції міста.
У цей же період розпочалася робота над перекладом окремих розділів книги «Ungarische Rhapsodie» (Zsolt Harsányi, Deutsche Buch-Gemeinschaft, Berlin und Darmstadt, 1954), зокрема, про
перебування Ф.Ліста на Поділлі (переклади Вільхельма Хайдебрехта та Євгеніі Богдан-Бєлової).
Перекладено також українською мовою кілька листів Ф.Ліста, зокрема до Марії Сайн-Вітгенштейн, написаного у Чорному Острові; до матері Ф.Ліста (переклади Н. В. Тарасової).
22 квітня 2010 року у Чорноострівській загальноосвітній школі, розміщеній на території
колишньої садиби Пшездецьких, навпроти палацу, де проживав у 1847 р. Ф.Ліст, була проведена
просвітницька акція «Ф.Ліст. Аспекти творчості». Ведуча Т.Бєлова-Вайс акцентувала на поетичному
аспекті, і на по-новому проявлених зв´язках з українським мистецтвом (поема «Маруся Чурай»
Л.Костенко — пісні Марусі Чурай опрацьовані Ф.Лістом у фортепіанній сюїті «Колосся Воронінце»).
Обговорювали можливості утворення у Чорноострівській загальноосвітній школі Мистецької вітальні
та проведення Лістівського балу для дітей та дорослих.
У травні 2010 p. тривали переговори з артистками Львівського Будинку органної музики Ольгою
Жаровською (вокал), Надією Величко(орган) та солісткою Львівської обласної філармонії Оленою
Мацелюх (фортепіано, орган), які активно включилися в роботу Товариства. За їх участю 5-6 червня
був проведенний міні-фестиваль класичної музики, два концерти якого, складені з творів
композиторів «Золотого бароко», відбулися у Хмельницькому обласному музеї образотворчого
мистецтва та у Кам'янець-Подільському кафедральному соборі св. Петра і Павла. Через місяць ці
програми, доповнені композиціями Ф.Ліста та його сучасників, були повторені у м. Хмельницькому.
5 вересня 2010 р. у Хмельницькому костьолі Христа-Царя Всесвіту для запрошених членів
Товариства програму з творів Й. С. Баха (Чакона, Партіта ре -мінор) виконував відомий скрипаль
Андрій Бєлов — лауреат міжнародних конкурсів, перша скрипка струнного квартету
ім. К.Шимановського (Німеччина — Польща — Україна), доцент Гановерської Вищої школи музики і театру
До програми урочистостей з нагоди святкування Дня міста Хмельницького був включений
фестиваль класичної музики, організований ПКПТ імені Ференца Ліста. Він складався з трьох
концертів — 21,22,23 вересня. У двох перших концертах брали участь Львів'янки О.Жаровська (вокал), Н.Величко (орган), О.Мацелюх (орган, фортепіано) та хмельничани О.Мельник (кларнет), С.Зелінський (кларнет). У третьому концерті виступив дует у складі Діани Коваль (скрипка, м. Львів)
та Лариси Полатайко, (фортепіано, м. Хмельницький). У програмі поряд зі Скрипковим концертом
Д.Шостаковича була виконана Рапсодія у стилі Ф.Ліста Мирослава Скорика, прем'єру якої слухачі
прийняли з особливою зацікавленістю.
На початку жовтня активісти ПКПТ імені Ференца Ліста зустрілися у смт. Летичів. Майстер-
класи з вокалу, фортепіано, просвітницька лекція у Летичівській ДМШ, а на завершення — вечірній
концерт для шанувальників органної та вокальної музики у храмі Летичівського санктуарію
Пресвятої Богородиці — таким був день презентації Товариства у Летичеві.
22 жовтня 2010 p. — день народження великого Маестро Музики — ПКПТ імені Ференца Ліста
відзначило проведенням Малої музичної асамблеї у співспраці з міським та обласним Управліннями
культури, мистецтв та туризму. У концерті духовної музики 21.10.2010 увечері звучали органні твори
Ф.Ліста (Н.Величко, м. Львів) вокальні — Ф.Ліста та Р.Вагнера (О. Жаровська, Н. Величко, О.
Мацелюх), а також хорові твори сучасних українських та польських авторів, які виконав
Хмельницький муніципальний хор (диригент І.Цмур, Заслужений діяч мистецтв України).
Музикознавчі студії 22 жовтня в Хмельницькому обласному художньому музеї вела Н. Кушка — старший викладач відділу «Теорія музики» Вінницького училища культури і мистецтв імені
М.Леонтовича, дослідниця теми перебування Ф.Ліста на Вінниччині. Молодий піаніст-віртуоз Олександр Лойко виконав Другу угорську рапсодію, яку дослідники вважають першою за часом
створення і записаною нотами у Чорному Острові, а також Іспанську рапсодію А.П'яццоли, наслідувача традицій Ф.Ліста.
13 грудня 2010 р. у ході мистецько-просвітницької акції у залі Чорноострівської ДМШ окрім
лекції-концерту піднімали питання про заходи Лістівської мистецької асамблеї у вересні-листопаді
наступного ювілейного року, а також про підготовку до виготовлення і встановлення меморіальної
дошки про перебування Ф.Ліста в Чорному Острові. Активну участь в обговоренні цих планів взяли
журналіст Є. Семенюк, архітектор С.Козак, який запропонував концепцію дошки, та художник
В. Карвасарний, який став автором проекту.
24 грудня 2010 p. річну роботу товариства ПКПТ імені Ференца Ліста завершила творча зустріч з
педагогами-філологами області, слухачами курсів підвищення кваліфікації Хмельницького обласного
інституту післядипломної освіти вчителів. Тему зустрічі «Ліст і сьогодення, музичний та поетичний
аспекти» висвітлила Т.Бєлова-Вайс.